# München–Herrsching-vasútvonal
A München–Herrsching-vasútvonal egy normál nyomtávú, 30,9 km hosszú, 15 kV, 16,7 Hz-cel villamosított, részben kétvágányú vasútvonal München és Herrsching am Ammersee között Németországban. A vonalat 1903. július 1-én nyitották meg. Jelenleg a DB S-Bahn motorvonatai közlekednek rajta. A vonal végállomásán található az Ammersee, mely kedvelt kirándulóhely.

## Forgalom
A vonalon 20 percenként ütemesen járnak a kettesével vagy hármasával csatolt S-Bahn szerelvények. A csúcsidőben további szerelvények közlekednek Germering állomásig, így 10 percenként követik egymást a vonatok.

## Képek

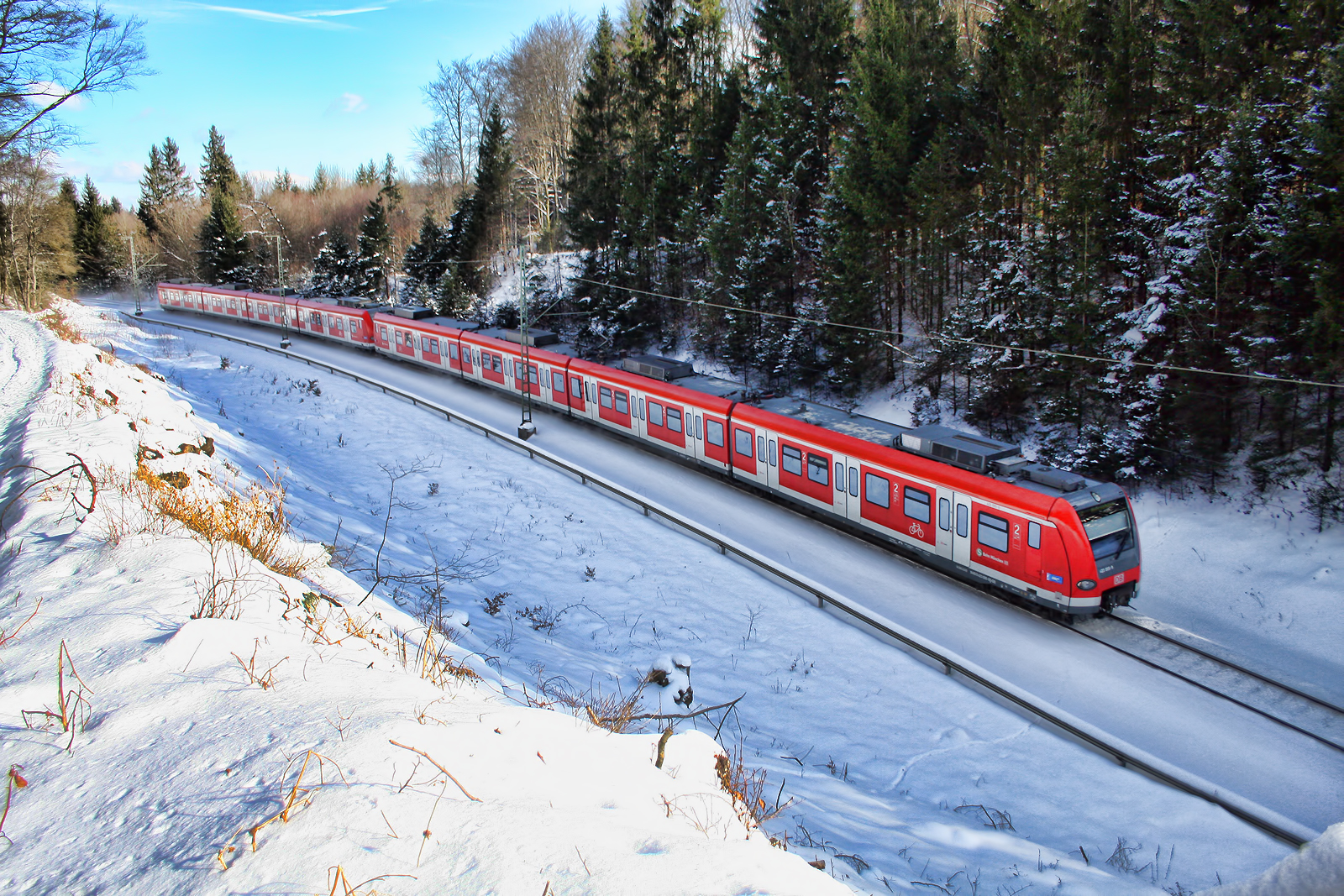
S-Bahn szerelvény a vonalon
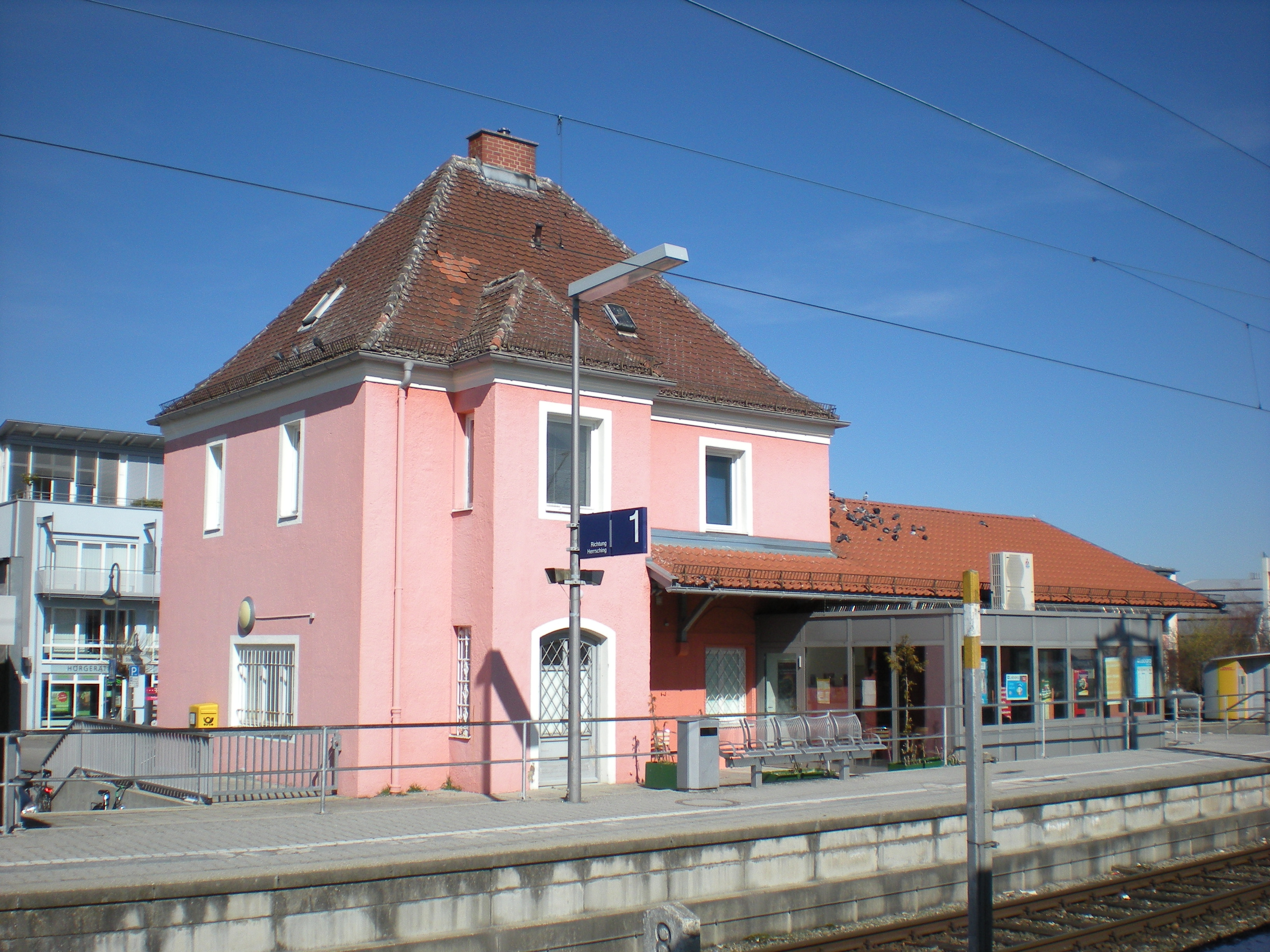
Bahnhof Germering-Unterpfaffenhofen
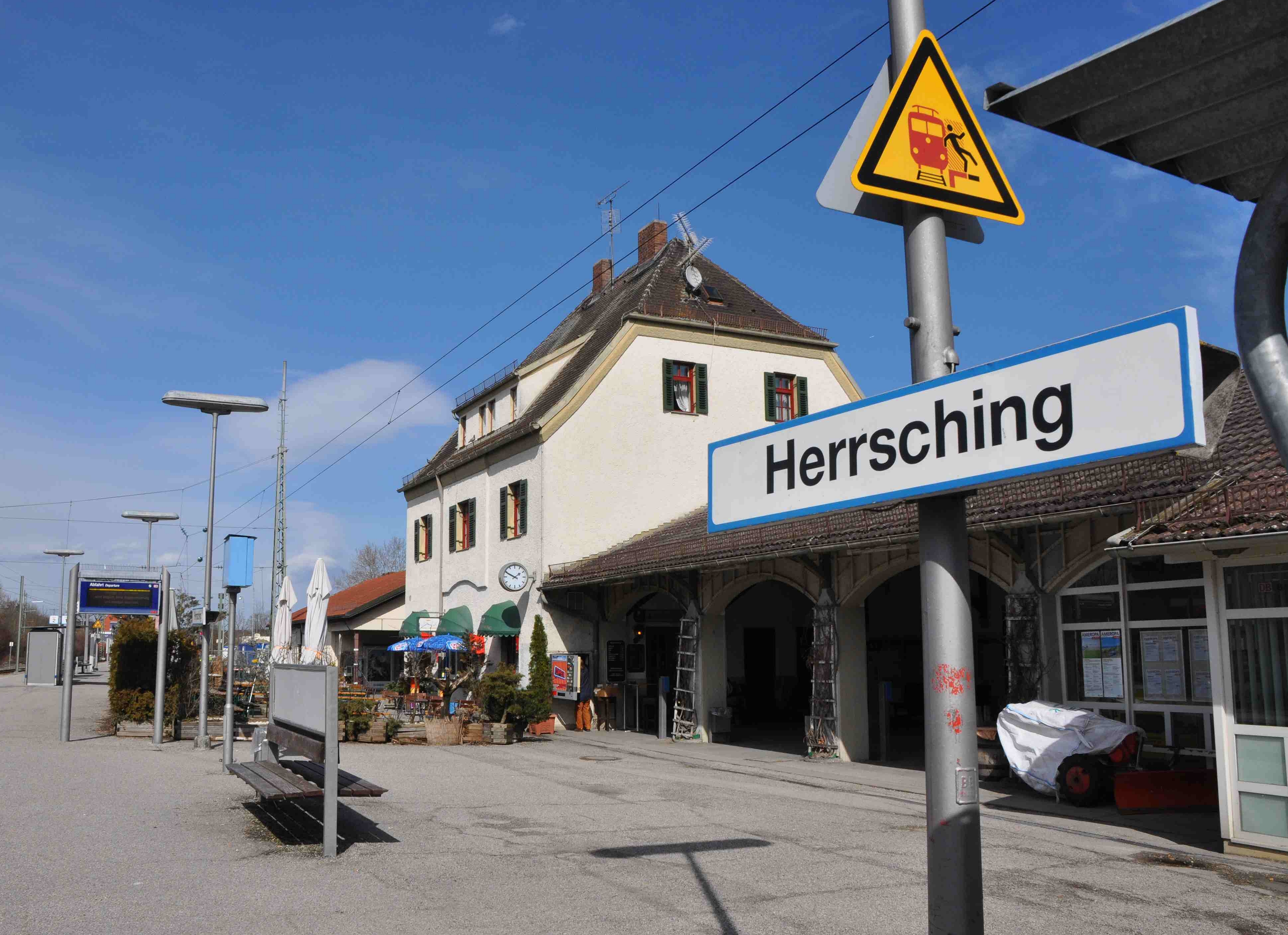
Végállomás: Herrsching
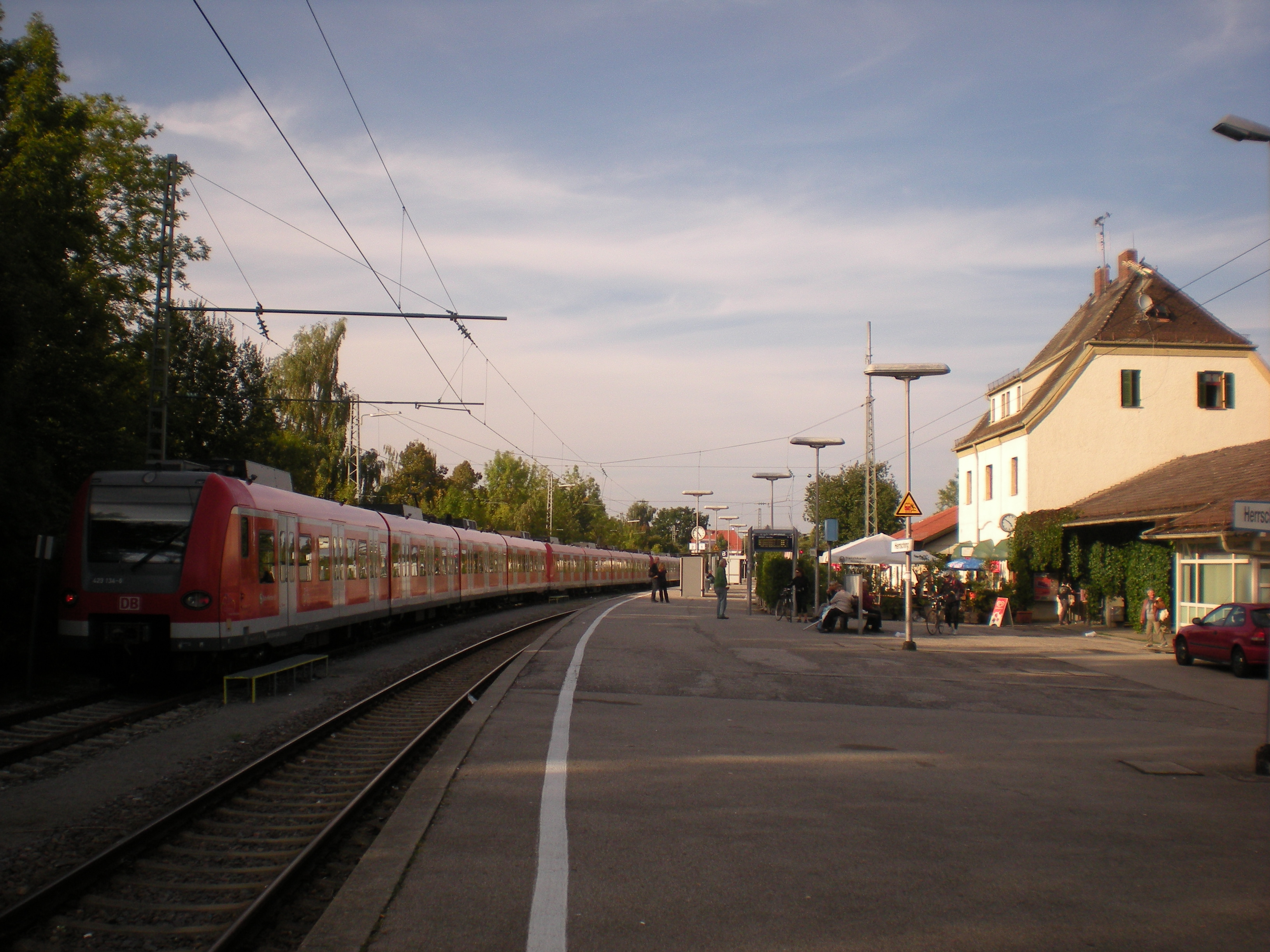